# Magnus Dalsjö
Magnus Dalsjö, född 15 juni 1839 i Dalstorp, död 19 april 1907 i Landskrona, var en svensk klassisk filolog.
Dalsjö blev filosofie doktor vid Uppsala universitet 1866 och var lektor vid högre allmänna läroverket i Kristianstad 1873–1905. 
Han är känd för sina översättningar av Platon (sju band, 1870–1906) och utgav även textupplagor för skolbruk av Iliaden (1877) och Odysséen (1876) med mera.
Han var svärfar till Paul Laurin.

## Priser och utmärkelser
- 1873 – Letterstedtska priset för översättningar av Platon